# Nadoriet
Het mineraal nadoriet is een zeer zeldzaam lood-antimoon-chloride, met de chemische formule PbSbO2Cl.

## Naamgeving en ontdekking
Nadoriet is genoemd naar de plaats waar het in 1870 werd aangetroffen, namelijk Djebel Nador in Algerije. Samen met Djebel Debbar is dit dan ook de typelocatie van dit zeldzame mineraal.

## Eigenschappen
Het geelbruine nadoriet heeft een orthorombisch kristalstelsel. De kristallen zijn meestal lenticulair (lensvormig) tot tabulair en vormen aggregaten die doen denken aan woestijnrozen. Het breukvlak is conchoïdaal (schelpvormig) en heeft een perfecte splijting volgens het breukvlak [010]. De hardheid is 3,5 tot 4 op de schaal van Mohs en de relatieve dichtheid bedraagt ongeveer 7,02 g/cm³.
Het mineraal is noch magnetisch, noch radioactief.

## Ontstaan en herkomst
Nadoriet wordt gevonden in het gezelschap van andere secundaire mineralen waarin antimoon, lood en zink zitten. De belangrijkste hiervan zijn smithsoniet en bindheimiet.
De meeste exemplaren worden nog steeds aangetroffen op de typelocatie, Djebel Nador in Algerije. Andere belangrijke afzettingen worden teruggevonden in Madjarano (Bulgarije) en Långban (Zweden). Op de Britse Eilanden wordt nadoriet enkel gevonden samen met jamesoniet in de Bodannonmijn in Saint-Endellion (Cornwall).